# Acrodactyla ocellata
Acrodactyla ocellata är en stekelart som beskrevs av Henry Keith Townes, Jr. 1960. Acrodactyla ocellata ingår i släktet Acrodactyla och familjen brokparasitsteklar. Inga underarter finns listade i Catalogue of Life.